# Vozsegai járás

A Vozsegai járás a Vologdai területen

A Vozsegai járás (oroszul Вожегодский муниципальный район) Oroszország egyik járása a Vologdai területen. Székhelye Vozsega.

## Népesség
- 1989-ben 22 470 lakosa volt.
- 2002-ben 18 976 lakosa volt, akik főleg oroszok.
- 2010-ben 16 790 lakosa volt, melyből 16 503 orosz, 83 ukrán, 41 cigány, 22 fehérorosz, 10 örmény, 4 tatár, 3 üzbég, 2 azeri stb.